# Luis Tinoco
Luis Fernando Gonçalves Tinoco (Barcelos, 17 ottobre 1986) è un ex calciatore portoghese, di ruolo difensore.

## Caratteristiche tecniche
Gioca come terzino sinistro.

## Carriera
Inizia a giocare da professionista nel Gil Vicente, club della sua città natale nel quale per diversi anni aveva già giocato anche a livello giovanile: in particolare, disputa le sue prime gare da professionista nella stagione 2004-2005, nella quale disputa 4 incontri nella massima serie portoghese; rimane in rosa anche l'anno successivo, nel quale non viene però mai schierato in campo in partite ufficiali. Dopo due anni al Gil Vicente tra il 2006 ed il 2008 gioca in prestito nelle serie minori portoghesi, prima al Valdevez e poi alla Vianense.
Nell'estate del 2008 si trasferisce invece in Italia, per giocare in Lega Pro Seconda Divisione col Monopoli, con cui nella stagione 2008-2009 gioca 16 partite nel campionato di quarta serie. Dopo un anno fa ritorno in patria, tornando a vestire la maglia della Vianense con cui segna un gol in 29 incontri. Nell'estate del 2010 viene tesserato dal Beira-Mar, con cui nella stagione 2010-2011 gioca una partita nella massima serie portoghese; nel gennaio del 2011 passa in prestito alla Moreirense, con cui nella seconda parte di stagione gioca 7 partite nella seconda divisione portoghese. Nella stagione 2011-2012 viene nuovamente ceduto in prestito, questa volta all'Estoril Praia, con cui nel corso dell'anno gioca 3 partite in Coppa di Lega e 7 partite in seconda divisione.
Nel 2012 viene ceduto a titolo definitivo al Naval, con il quale nella stagione 2012-2013 gioca stabilmente da titolare, disputando in totale 38 partite (30 in campionato, 2 in Coppa di Portogallo e 6 in Coppa di Lega) e segna un gol. In seguito a questa stagione viene acquistato dall'Arouca, società neopromossa in massima serie. Nella stagione 2013-2014 gioca 25 partite di campionato e 2 di Coppa di Portogallo, mentre l'anno successivo viene impiegato in 21 incontri (16 in campionato, 4 in Coppa di Lega ed uno in Coppa di Portogallo). Nel 2015 passa al Tondela, club neopromosso in prima divisione, con cui nel corso della stagione 2015-2016 disputa 11 partite in campionato ed una partita in Coppa di Portogallo. Nell'estate del 2016 passa poi all'União Madeira, tornando quindi a giocare in seconda divisione dopo tre anni consecutivi trascorsi in prima divisione; termina la stagione con 15 presenze senza reti, ed a fine anno fa ritorno al Gil Vicente, sempre in seconda divisione.

## Palmarès

### Club

#### Competizioni nazionali
- Segunda Liga: 1

Estoril Praia: 2011-2012